# Річард Монтгомері
Річард Монтгомері (англ. Richard Montgomery; 2 грудня 1738, Дублін, Ірландія — 31 грудня 1775, Квебек) — ірландський військовий діяч, генерал-майор, служив у британській і американській Континентальній армії. Учасник Семирічної війни та війни за незалежність США.

## Життєпис

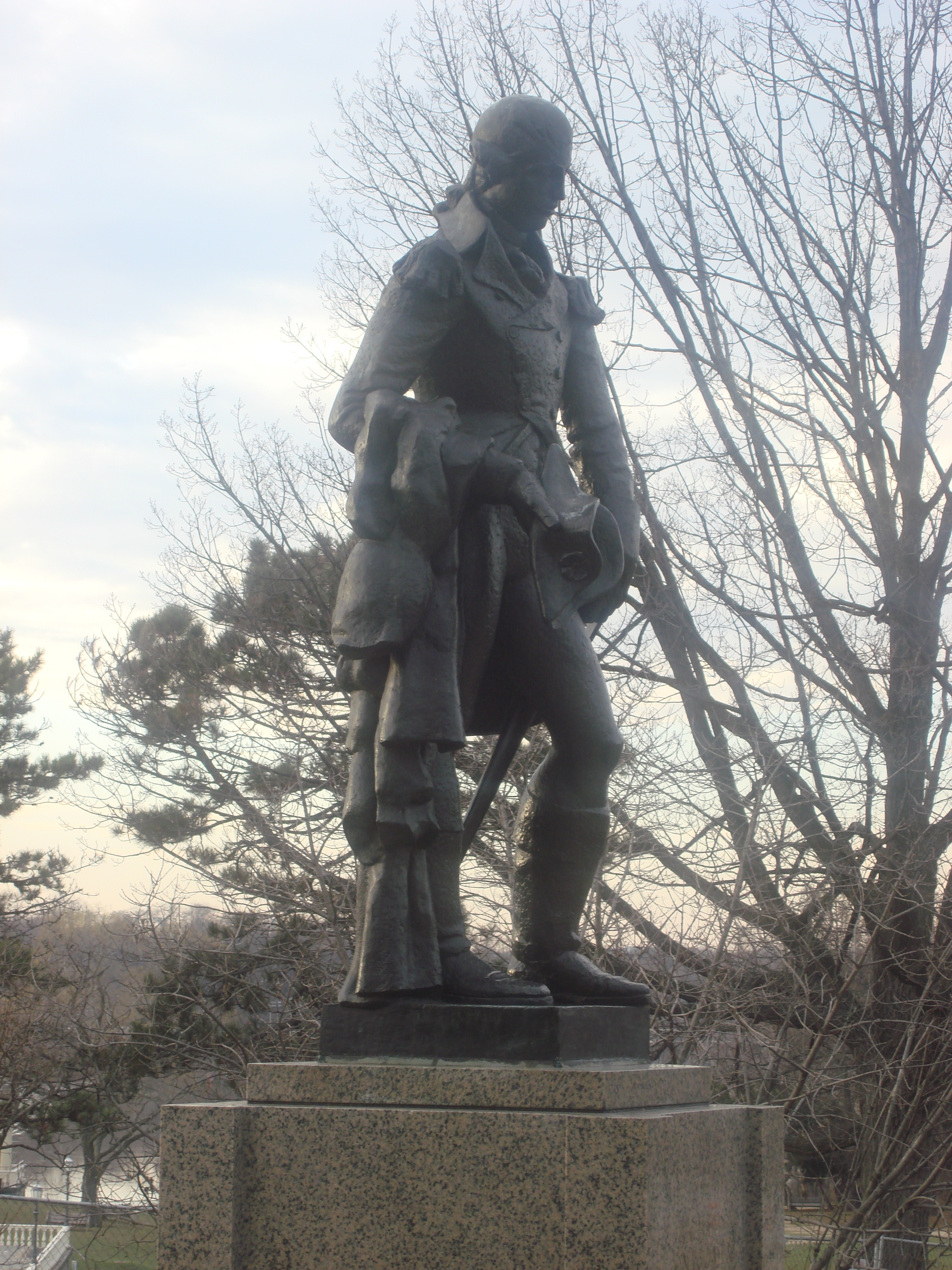
Пам'ятник Монтгомері біля Музею мистецтв Філадельфії

Річард Монтгомері народився 2 грудня 1738 року в Дубліні, Ірландія. Син британського офіцера та члена ірландського парламенту, Монтгомері отримав гарну освіту в школі Белфаста. Переїздить в Дубліні та вступив у Триніті-коледж 1754 року. Два роки потому, Монтгомері не закінчив коледж, як і його батько обрав кар'єру військового. Монтгомері вступив на службу до 17-го піхотного полку 21 вересня 1756 року. Через шість років дослужився до звання капітана.
Служив Річард Монтгомері у Північній Америці під час Франко-індіанської війни, брав участь в облозі Луїсбурґу, в битві при Карильйоні і у взятті Монреаля. Пізніше Монтгомері брав участь у боях на Мартиніці та Кубі, штурмував замок Морро у червні 1762 року.
Повернувся до США та служив у Форт Стенвікс до 1764 року. У 1772 році Монґомері звернувся до генерала Томас Ґейґа з прохання про відставку, у зв'язку з проблемами зі здоров'ям.
У 1772 році Монтгомері вийшов у відставку, оселився в Нью-Йорку та одружився з Джанет Лівінґстон, дочкою місцевого політика Роберта Лівінґстона. Монтгомері був обраний у провінції Нью-Йорк до Конгресу в травні 1775 року.
З початком війни за незалежність США Монтгомері вступив до лав Континентальної армії та відразу отримав звання бригадного генерала. У червні 1775 року Монтгомері керував вторгненням американських військ в Канаду. Незважаючи на погану погоду і низьку дисципліну вояків, йому спочатку супроводжував успіх, був узятий форт Сен-Жан. Об'єднавшись з Бенедиктом Арнольдом, Монтгомері повів війська на Квебек. На початку грудня 1775 року Монтгомері було присвоєно звання генерал-майора.

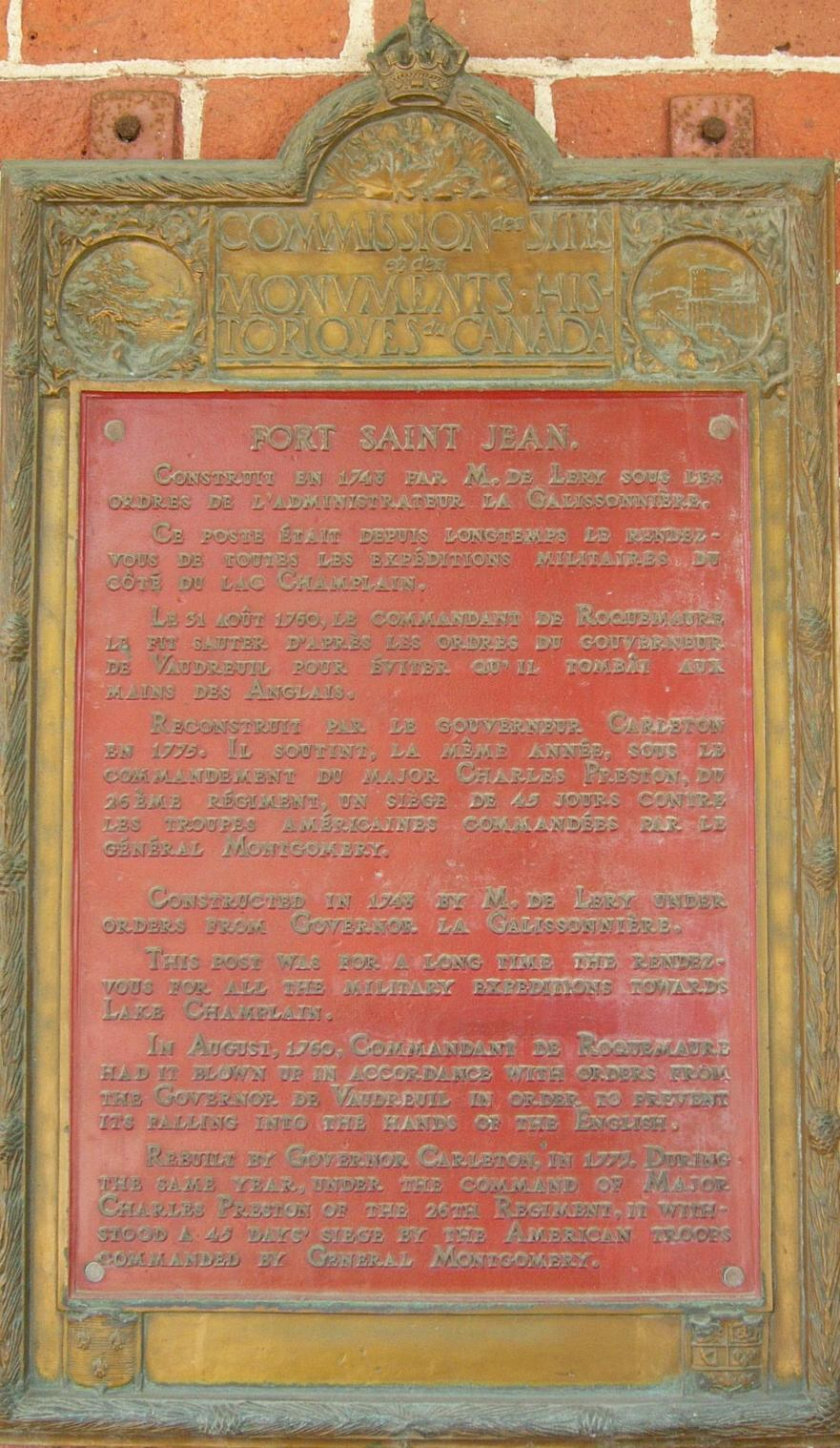
Меморіальна дошка Річарду Монтгомері у Форт-Сен-Жан

## Загибель
Річард Монтгомері був убитий незабаром після початку штурму Квебека 31 грудня 1775 року. Американські війська програли битву, Канадська кампанія також обернулася невдачею. Генерала Монтгомері був з почестями похований британським гарнізоном Квебека 4 січня 1776 року.

## Вшанування пам'яті
У Нью-Йорку Річарду Монтгомері був встановлений пам'ятник. У 1818 році Річард Монтгомері був перепохований у Нью-Йорку, в каплиці Святого Павла.
На честь генерала Монтгомері був названий Форт Монтгомері біля озера Шамплейн. Будівництво форту розпочалось у 1844 році, він був збудований, щоб охороняти стратегічно важливий рубіж між Канадою та Сполученими Штатами. Нині від форту залишились тільки руїни.
Іменем генерала Монтгомері названа столиця штату Алабама, а також Монтгомері, штат Міннесота та Монтгомері, штат Вермонт. Є місто в Нью-Джерсі, село в штаті Нью-Йорку, та місто в штаті Массачусетс. Його ім'ям названо округи у штатах Північній Кароліні, Міссурі, Алабама, Арканзас, Джорджія, Іллінойс, Індіана, Айова, Канзас, Кентуккі, Меріленд, Міссісіпі, Нью-Йорк, Огайо, Пенсильванія, Теннессі, Техас, Вірджинія..